# Reckless (1984)
Reckless is een Amerikaanse romantische filmkomedie uit 1984 geregisseerd door James Foley. De hoofdrollen worden vertolkt door Aidan Quinn en Daryl Hannah.

## Verhaal
De opstandige rugbyspeler Johnny Rourke (Aidan Quinn) wordt verliefd op de cheerleader Tracey Prescott (Daryl Hannah). De twee komen van twee verschillende achtergronden; zij komt uit een rijke familie en hij uit een arme. Bovendien heeft Tracey al een vriend, maar hij gedraagt zich vaak stom.

## Rolverdeling
| Acteur           | Personage       |
| ---------------- | --------------- |
| Aidan Quinn      | Johnny Rourke   |
| Daryl Hannah     | Tracey Prescott |
| Kenneth McMillan | John Rourke Sr  |
| Cliff De Young   | Phil Barton     |
| Lois Smith       | Mevr. Prescott  |
| Adam Baldwin     | Randy Daniels   |
| Dan Hedaya       | Peter Daniels   |
| Billy Jayne      | David Prescott  |
| Toni Kalem       | Donna           |
| Jennifer Grey    | Cathy Bennario  |